# Martakert
Ağdərə
Martakert (en arménien : Մարտակերտ) ou Aghdara (en azéri : Ağdərə) est une ville d'Azerbaïdjan située dans le Haut-Karabagh. Jusqu'en septembre 2023, elle était le chef-lieu de la région de Martakert, dans la république du Haut-Karabagh.

## Géographie
La ville est établie sur la rive droite du Tartar, entre deux montagnes, à 40 km au nord de Stepanakert.

## Histoire
Du XVe au XIXe siècle, la localité fait partie du mélikat de Jraberd.
Pendant la période soviétique, la ville est le chef-lieu du district homonyme au sein de la région autonome du Haut-Karabagh. En 1960, elle obtient le statut de commune urbaine, puis celui de ville en 1985.
En raison de sa proximité avec la ligne de contact avec l'Azerbaïdjan, la ville souffre de destructions considérables au cours de la guerre du Haut-Karabagh et est prise par les forces azerbaïdjanaises le 2 juillet 1992. Ses alentours sont le théâtre d'affrontements et d'incidents de frontières entre les deux parties. Au cours de la guerre des Quatre Jours d'avril 2016, l'armée azerbaïdjanaise lance des missiles Grad sur la cité.
Le 19 septembre 2023, Martakert est attaquée lors d'une nouvelle offensive des forces azéries. Le 24 septembre, l'ensemble de la population est évacuée vers Stepanakert. Le 15 octobre, le président Ilham Aliyev hisse le drapeau azerbaïdjanais sur Matakert et dans d'autres villes du Haut-Karabagh.

## Sites et monuments
La ville possède encore un secteur historique avec des zones résidentielles où beaucoup d'édifices se distinguent par leur style architectural original en présentant des sculptures et des ornements. Certaines rues de la vieille ville présentent encore un dallage caractéristique.   
La plus importante église est dédiée à saint Jean-Baptiste, saint patron dont dérive le nom de la ville, qui a été l'objet de travaux de restauration en 2008. Le musée de la tradition locale présente des objets faits main remontant parfois à l'époque préchrétienne, en provenance du village de Seysulan, sous contrôle azéri.
Le stade de foot Vigen Shirinyan a une capacité de 3 000 spectateurs.

## Démographie
La population s'élevait à 4 500 habitants en 2013.

## Jumelage
- Etchmiadzin (Arménie) depuis 2010[5]
- Sarcelles (France) depuis 2015[6]